# 詹姆斯·福里斯特尔
詹姆斯·文森特·福里斯特尔（James Vincent Forrestal，1892年2月15日—1949年5月22日），美国政治人物，美國海軍退役上尉，歷任美國國防部成立後第一任國防部長，以及海軍部長、海軍部次長等職。1944年5月19日至1947年9月17日，担任美国海军部长，为最后一任阁員级海军部长。1947年9月17日至1949年3月28日，担任美国首任国防部长，在任時致力推動航空母舰的發展。在杜魯門的要求下，福里斯特尔於1949年3月28日提交辞职信，5天后就住进皮斯达海军医院。5月22日清晨，福里斯特尔在医院内跳楼自杀。福里斯特尔的确切死因至今未有定论，半个多世纪以来一直是公众关注的焦点，一些阴谋论者声称他遭到了暗杀，甚至很多人認為福里斯特尔生前得悉大量有關UFO的秘密，將福里斯特尔的死因与罗茲威尔事件联系起来。
1954年，世界第一艘超级航空母舰福里斯特尔号航空母舰以詹姆斯·福里斯特尔的姓氏命名；美国能源部总部大楼也以其命名。